# Frontera entre la República Democràtica del Congo i Uganda
La frontera entre la República Democràtica del Congo i Uganda és la línia fronterera de 765 kilòmetres, en sentit Nord-Sud, que separa Uganda de República Democràtica del Congo a l'Àfrica oriental. Separa les províncies congoleses d'Ituri i Kivu del Nord de les regions ugandeses del Nord i Est, així com dels antics regnes de Rwenzururu i Bunyoro.

## Traçat
La frontera s'estén entre el nord i el sud entre dos trifinis entre ambdós països amb Sudan al nord i Ruanda al sud. Es poden considerar cinc parts diferents d'aquesta frontera, del nord al sud: la terrestre entre Sudan del Sud i el nord del Llac Albert, la part lacustre del Llac Albert, de 160 km de longitud, la part terrestre, entre el sud i el nord del llac, marcat per les muntanyes Ruwenzori i el seu cim, el Mont Stanley, així com el riu Semliki; el llac Eduard, a uns 50 km de la frontera, i el marge sud-est del llac Eduard fins a la frontera amb Ruanda. Ambdós països es disputaren la sobirania de l'illa Rukwanzi en 2007 a causa del descobriment de petroli. El conflicte es va resoldre a favor d'Uganda.